# Distretto di Sribne
Il distretto di Sribne (in ucraino Срібнянський район?) era un distretto (rajon) dell'Ucraina, situato nell'oblast' di Černihiv. Il suo capoluogo era Sribne. È stato soppresso con la riforma amministrativa del 2020.